# كوينتوس تينيوس روفوس
كوينتوس تينيوس روفوس (حوالي 90م - بعد 131م) هو عضو مجلس الشيوخ الروماني وحاكم مقاطعة روماني. عُرف بفشله في إخماد ثورة بار كوخبا التي قم بها اليهود بقيادة شمعون بار كوخبا وإليعازر المديعيمي في مراحلها الأولى.